# 51 Pułk Czołgów

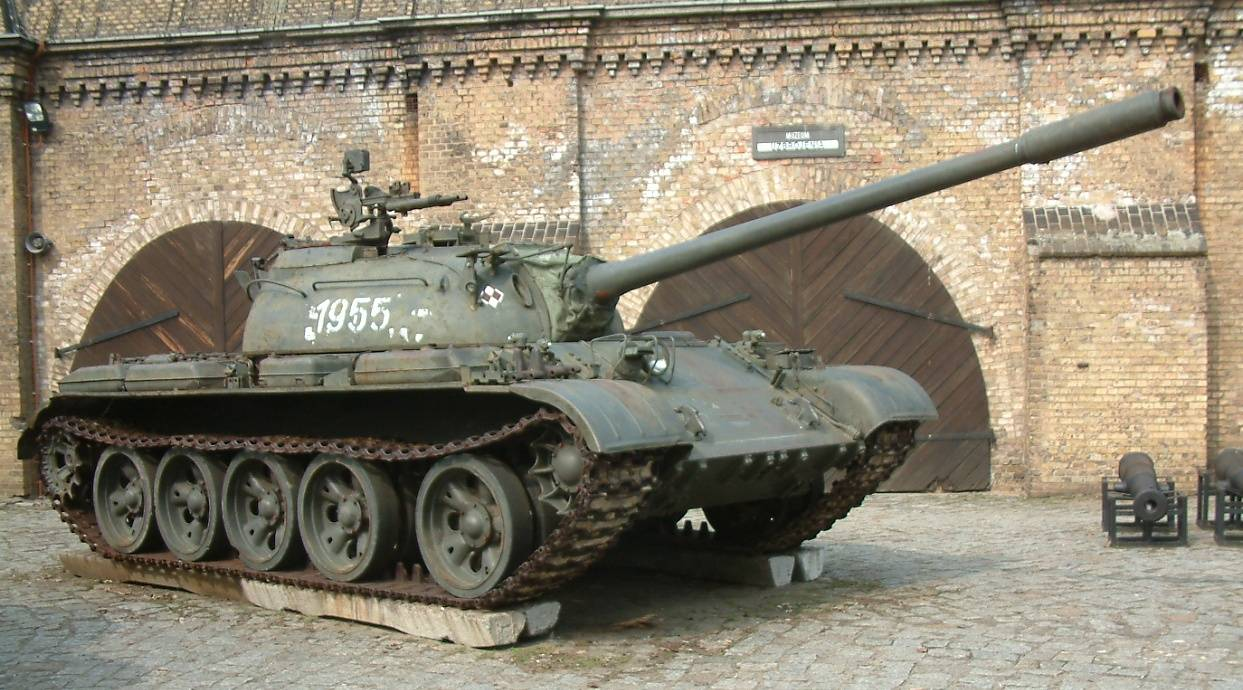
Czołg podstawowy pułku -T-55

51 Kościerski pułk czołgów – oddział wojsk pancernych Sił Zbrojnych PRL.

## Formowanie i zmiany organizacyjne
Powstał w 1952 roku jako 14 pułk artylerii pancernej. W 1955 roku dotychczasowy 14 pułk artylerii pancernej został przeformowany w 30 batalion czołgów i artylerii pancernej. Z kolei w kwietniu 1957 na bazie 30 bcz sformowany został 14 pułk czołgów średnich. W 1967, w wyniku przemianowania 14 pułku czołgów powstał 51 Kościerski pułk czołgów średnich. Oddział przez cały czas istnienia wchodził w skład 16 Kaszubskiej Dywizji Pancernej. Stacjonował w garnizonie Braniewo. W 1989, w ramach restrukturyzacji został przeformowany na 51 pułk zmechanizowany. Jednostka została w 1992 ponownie przeformowana na 64 Pomorski Pułk Zmechanizowany im. Strzelców Murmańskich, który ostatecznie został rozformowany w 1994 roku.

## Struktura organizacyjna
Dowództwo i sztab
- 5 kompanii czołgów – 16 T-55
- 1 kompania piechoty - 10 KTO SKOT
- bateria plot – 4 ZSU-23-4, wcześniej były 57-demki
- kompania rozpoznawcza – 7 BRDM-2
- kompania saperów – 4 BLG, BRDM-2, 5 SKOT
- kompania łączności
- kompania medyczna
- kompania remontowa
- kompania zaopatrzenia
- pluton ochrony i regulacji ruchu
- pluton chemiczny

## Dowódcy pułku
- mjr Roman Hrobak (10.1952–01.1954)
- mjr Antoni Rodziewicz (01.1954–12.1958)
- ppłk Stefan Goldfarb (12.1958–11.1960)
- mjr Józef Musiał (11.1960–02.1962)
- mjr Stanisław Majewski (02.1962–09.1963)
- ppłk dypl. Mieczysław Korzeniowski (09.1963–05.1968)
- ppłk dypl. Władysław Szczotka (05.1968–10.1972)
- ppłk dypl. Ryszard Kaczorowski (10.1972–02.1974)
- ppłk Jerzy Romaniuk (02.1974–07.1976)
- mjr dypl. Ryszard Błażejczyk (07.1976–03.1978)
- kpt. dypl. Edward Posadzy (03.1978–04.1979)
- mjr dypl. Józef Chochulski (04.1979–04.1981)
- mjr dypl. Józef Winko (04.1981–12.1983)
- ppłk dypl. Krzysztof Skarbowski (12.1983–10.1987)
- ppłk dypl. Roman Grabarczyk (1987–1989)
- mjr dypl. Wojciech Roszak (10.1989–06.1994)[4]

## Przekształcenia
14 pułk czołgów i artylerii pancernej → 14 pułk czołgów → 51 Kościerski pułk czołgów → 51 pułk zmechanizowany → 64 Pomorski pułk zmechanizowany